# Araeopsylla faini
Araeopsylla faini är en loppart som beskrevs av Beaucournu 1981. Araeopsylla faini ingår i släktet Araeopsylla och familjen fladdermusloppor. Inga underarter finns listade i Catalogue of Life.